# Vuelta a Colombia 2019
La 69.ª edición de la Vuelta a Colombia (nombre oficial de la edición: Vuelta a Colombia Casanare Bicentenario Coldeportes) fue una carrera de ciclismo en ruta por etapas que se celebró entre el 16 y el 30 de junio de 2019 con inicio en la ciudad de Yopal y final en la ciudad de Tunja en Colombia. El recorrido constó de un prólogo y 13 etapas sobre una distancia total de 1966,8 km de los cuales solo se recorrieron 1866,2 km debido a modificaciones y recortes en las etapas 8.ª y 9.ª por deslizamientos en la ciudad de Pereira.
La edición 2019, año del bicentenario de la Independencia de Colombia, el pelotón pasó por lugares que fueron parte importante de la gesta libertadora hace 200 años como Pore, Paz de Ariporo, Aguazul y Yopal, capital del departamento de Casanare.
La carrera se realizó como una competencia de categoría nacional no UCI y fue ganada por el ciclista cundinamarqués Fabio Duarte del Medellín. El podio lo completaron el boyacense Salvador Moreno Hernández del equipo Super Giros-Alcaldía de Manizales y el español Óscar Sevilla del Medellín.

## Equipos participantes
Tomaron la partida un total de 15 equipos de los cuales 6 fueron equipos de categoría Continental y 9 equipos regionales y de clubes, quienes conformaron un pelotón de 139 ciclistas de los cuales terminaron 98. Los equipos participantes fueron:
| Equipos continentales (6)- Coldeportes Bicicletas Strongman - Coldeportes Zenú - EPM-Scott - GW Shimano Chaoyang Kixx Envía PX Lazer - Medellín - Orgullo Paisa Equipos ciclistas aficionados (5)- EBSA Empresa de Energía Boyacá - Fuerzas Armadas-Ejército Nacional - Fundación Depormundo - Néctar-Gobernación de Cundinamarca - Sundark Arawak Equipos regionales y de clubes (3)- Boyacá es Para Vivirla - Liciclismo Huila - Supergiros-Alcaldía de Manizales Unknown team category- Team Saitel |
| |

## Etapas
| Etapa      | Fecha     | Recorrido                       | type                    | Distancia (km) | Ganador               | Líder               |
| ---------- | --------- | ------------------------------- | ----------------------- | -------------- | --------------------- | ------------------- |
| Prólogo    | 16 de jun | Yopal – Yopal                   | contrarreloj individual | 7,1            | Óscar Sevilla         | Óscar Sevilla       |
| 1.ª etapa  | 17 de jun | Pore – Aguazul                  | etapa llana             | 144,3          | William Muñoz         | Óscar Sevilla       |
| 2.ª etapa  | 18 de jun | Paipa – Socorro                 | etapa escarpada         | 203,1          | Róbigzon Oyola        | Róbigzon Oyola      |
| 3.ª etapa  | 19 de jun | San Gil – Bucaramanga           | etapa de media montaña  | 107,8          | Cristhian Montoya     | Róbigzon Oyola      |
| 4.ª etapa  | 20 de jun | Bucaramanga – Barrancabermeja   | etapa escarpada         | 121,8          | Weimar Roldán         | Róbigzon Oyola      |
| 5.ª etapa  | 21 de jun | Barrancabermeja – Puerto Boyacá | etapa llana             | 221,1          | Carlos Eduardo Alzate | Róbigzon Oyola      |
| 6.ª etapa  | 22 de jun | Puerto Boyacá – Rionegro        | etapa de montaña        | 178,5          | Omar Mendoza          | José Tito Hernández |
| 7.ª etapa  | 23 de jun | Medellín – Medellín             | etapa llana             | 100            | Weimar Roldán         | José Tito Hernández |
|            | 24 de jun | Día de descanso                 | Día de descanso         |                |                       |                     |
| 8.ª etapa  | 25 de jun | Manizales – Manizales           | etapa llana             | 106            | Bryan Gómez           | José Tito Hernández |
| 9.ª etapa  | 26 de jun | Cartago – Alto de La Línea      | etapa de montaña        | 137            | Heiner Parra          | Heiner Parra        |
| 10.ª etapa | 27 de jun | Ibagué – Albán                  | etapa de montaña        | 210,7          | Óscar Sevilla         | Fabio Duarte        |
| 11.ª etapa | 28 de jun | Tocancipá – Sáchica             | etapa escarpada         | 149,5          | Óscar Quiroz          | Fabio Duarte        |
| 12.ª etapa | 29 de jun | Villa de Leyva – Socha          | etapa de media montaña  | 157,3          | Brandon Rivera        | Fabio Duarte        |
| 13.ª etapa | 30 de jun | puente de Boyacá – Tunja        | contrarreloj individual | 22             | Brayan Sánchez        | Fabio Duarte        |

## Desarrollo de la carrera

### Prólogo
| Yopal - Yopal | contrarreloj individual | (7,1 km) |

| \| Clasificación de la etapa \| Clasificación de la etapa \| Clasificación de la etapa \| Clasificación de la etapa \| Clasificación de la etapa \| \| Ciclista \| Ciclista \| Equipo \| Tiempo \| \| \| ------------------------- \| ------------------------- \| ------------------------- \| ------------------------- \| ------------------------- \| \| 1.º \| Óscar Sevilla \| Medellín \| 8 min 27 s \| \| \| 2.º \| Brayan Sánchez \| Orgullo Paisa \| + 8 s \| \| \| 3.º \| Carlos Mario Ramírez \| EPM \| + 10 s \| \| \| 4.º \| Miguel Ángel Reyes \| EPM \| + 11 s \| \| \| 5.º \| Fabio Duarte \| Medellín \| + 12 s \| \| \| 6.º \| Bryan Gómez \| Manzana Postobón \| + 13 s \| \| \| 7.º \| Juan Pablo Suárez \| GW Shimano \| + 13 s \| \| \| 8.º \| José Tito Hernández \| Orgullo Paisa \| + 14 s \| \| \| 9.º \| Walter Vargas \| Medellín \| + 14 s \| \| \| 10.º \| Róbigzon Oyola \| Medellín \| + 15 s \| \| |                      |                  |            |
| |                      |                  |            |
| |                      |                  |            |
| Clasificación de la etapa |                      |                  |            |
| Ciclista | Ciclista             | Equipo           | Tiempo     |
| 1.º | Óscar Sevilla        | Medellín         | 8 min 27 s |
| 2.º | Brayan Sánchez       | Orgullo Paisa    | + 8 s      |
| 3.º | Carlos Mario Ramírez | EPM              | + 10 s     |
| 4.º | Miguel Ángel Reyes   | EPM              | + 11 s     |
| 5.º | Fabio Duarte         | Medellín         | + 12 s     |
| 6.º | Bryan Gómez          | Manzana Postobón | + 13 s     |
| 7.º | Juan Pablo Suárez    | GW Shimano       | + 13 s     |
| 8.º | José Tito Hernández  | Orgullo Paisa    | + 14 s     |
| 9.º | Walter Vargas        | Medellín         | + 14 s     |
| 10.º | Róbigzon Oyola       | Medellín         | + 15 s     |

| \| Clasificación general \| Clasificación general \| Clasificación general \| Clasificación general \| Clasificación general \| \| Ciclista \| Ciclista \| Equipo \| Tiempo \| \| \| --------------------- \| --------------------- \| --------------------- \| --------------------- \| --------------------- \| \| 1.º \| Óscar Sevilla \| Medellín \| 8 min 27 s \| \| \| 2.º \| Brayan Sánchez \| Orgullo Paisa \| + 8 s \| \| \| 3.º \| Carlos Mario Ramírez \| EPM \| + 10 s \| \| \| 4.º \| Miguel Ángel Reyes \| EPM \| + 11 s \| \| \| 5.º \| Fabio Duarte \| Medellín \| + 12 s \| \| \| 6.º \| Bryan Gómez \| Manzana Postobón \| + 13 s \| \| \| 7.º \| Juan Pablo Suárez \| GW Shimano \| + 13 s \| \| \| 8.º \| José Tito Hernández \| Orgullo Paisa \| + 14 s \| \| \| 9.º \| Walter Vargas \| Medellín \| + 14 s \| \| \| 10.º \| Róbigzon Oyola \| Medellín \| + 15 s \| \| |                      |                  |            |
| |                      |                  |            |
| |                      |                  |            |
| Clasificación general |                      |                  |            |
| Ciclista | Ciclista             | Equipo           | Tiempo     |
| 1.º | Óscar Sevilla        | Medellín         | 8 min 27 s |
| 2.º | Brayan Sánchez       | Orgullo Paisa    | + 8 s      |
| 3.º | Carlos Mario Ramírez | EPM              | + 10 s     |
| 4.º | Miguel Ángel Reyes   | EPM              | + 11 s     |
| 5.º | Fabio Duarte         | Medellín         | + 12 s     |
| 6.º | Bryan Gómez          | Manzana Postobón | + 13 s     |
| 7.º | Juan Pablo Suárez    | GW Shimano       | + 13 s     |
| 8.º | José Tito Hernández  | Orgullo Paisa    | + 14 s     |
| 9.º | Walter Vargas        | Medellín         | + 14 s     |
| 10.º | Róbigzon Oyola       | Medellín         | + 15 s     |

### 1.ª etapa
| Pore - Aguazul | etapa llana | (144,3 km) |

| \| Clasificación de la etapa \| Clasificación de la etapa \| Clasificación de la etapa \| Clasificación de la etapa \| Clasificación de la etapa \| \| Ciclista \| Ciclista \| Equipo \| Tiempo \| \| \| ------------------------- \| ------------------------- \| ---------------------------------- \| ------------------------- \| ------------------------- \| \| 1.º \| William Muñoz \| Coldeportes Bicicletas Strongman \| 3 h 19 min 02 s \| \| \| 2.º \| Bryan Gómez \| Manzana Postobón \| + 0 s \| \| \| 3.º \| Weimar Roldán \| Medellín \| + 0 s \| \| \| 4.º \| Jairo Cano Salas \| EPM \| + 0 s \| \| \| 5.º \| Steven Cuesta \| Néctar-Gobernación de Cundinamarca \| + 0 s \| \| \| 6.º \| Julián David Molano \| Coldeportes-Zenú \| + 0 s \| \| \| 7.º \| Álvaro Duarte \| Néctar-Gobernación de Cundinamarca \| + 0 s \| \| \| 8.º \| Rafael Montiel \| Orgullo Paisa \| + 0 s \| \| \| 9.º \| Javier González Girón \| Liciclismo Huila \| + 0 s \| \| \| 10.º \| Brayan Sánchez \| Orgullo Paisa \| + 0 s \| \| |                       |                                    |                 |
| |                       |                                    |                 |
| |                       |                                    |                 |
| Clasificación de la etapa |                       |                                    |                 |
| Ciclista | Ciclista              | Equipo                             | Tiempo          |
| 1.º | William Muñoz         | Coldeportes Bicicletas Strongman   | 3 h 19 min 02 s |
| 2.º | Bryan Gómez           | Manzana Postobón                   | + 0 s           |
| 3.º | Weimar Roldán         | Medellín                           | + 0 s           |
| 4.º | Jairo Cano Salas      | EPM                                | + 0 s           |
| 5.º | Steven Cuesta         | Néctar-Gobernación de Cundinamarca | + 0 s           |
| 6.º | Julián David Molano   | Coldeportes-Zenú                   | + 0 s           |
| 7.º | Álvaro Duarte         | Néctar-Gobernación de Cundinamarca | + 0 s           |
| 8.º | Rafael Montiel        | Orgullo Paisa                      | + 0 s           |
| 9.º | Javier González Girón | Liciclismo Huila                   | + 0 s           |
| 10.º | Brayan Sánchez        | Orgullo Paisa                      | + 0 s           |

| \| Clasificación general \| Clasificación general \| Clasificación general \| Clasificación general \| Clasificación general \| \| Ciclista \| Ciclista \| Equipo \| Tiempo \| \| \| --------------------- \| --------------------- \| --------------------- \| --------------------- \| --------------------- \| \| 1.º \| Óscar Sevilla \| Medellín \| 3 h 27 min 29 s \| \| \| 2.º \| Bryan Gómez \| Manzana Postobón \| + 7 s \| \| \| 3.º \| Brayan Sánchez \| Orgullo Paisa \| + 8 s \| \| \| 4.º \| Carlos Mario Ramírez \| EPM \| + 10 s \| \| \| 5.º \| Miguel Ángel Reyes \| EPM \| + 11 s \| \| \| 6.º \| Fabio Duarte \| Medellín \| + 12 s \| \| \| 7.º \| Juan Pablo Suárez \| GW Shimano \| + 13 s \| \| \| 8.º \| José Tito Hernández \| Orgullo Paisa \| + 14 s \| \| \| 9.º \| Walter Vargas \| Medellín \| + 14 s \| \| \| 10.º \| Róbigzon Oyola \| Medellín \| + 15 s \| \| |                      |                  |                 |
| |                      |                  |                 |
| |                      |                  |                 |
| Clasificación general |                      |                  |                 |
| Ciclista | Ciclista             | Equipo           | Tiempo          |
| 1.º | Óscar Sevilla        | Medellín         | 3 h 27 min 29 s |
| 2.º | Bryan Gómez          | Manzana Postobón | + 7 s           |
| 3.º | Brayan Sánchez       | Orgullo Paisa    | + 8 s           |
| 4.º | Carlos Mario Ramírez | EPM              | + 10 s          |
| 5.º | Miguel Ángel Reyes   | EPM              | + 11 s          |
| 6.º | Fabio Duarte         | Medellín         | + 12 s          |
| 7.º | Juan Pablo Suárez    | GW Shimano       | + 13 s          |
| 8.º | José Tito Hernández  | Orgullo Paisa    | + 14 s          |
| 9.º | Walter Vargas        | Medellín         | + 14 s          |
| 10.º | Róbigzon Oyola       | Medellín         | + 15 s          |

### 2.ª etapa
| Paipa - Socorro | etapa escarpada | (203,1 km) |

| \| Clasificación de la etapa \| Clasificación de la etapa \| Clasificación de la etapa \| Clasificación de la etapa \| Clasificación de la etapa \| \| Ciclista \| Ciclista \| Equipo \| Tiempo \| \| \| ------------------------- \| ------------------------- \| ---------------------------------- \| ------------------------- \| ------------------------- \| \| 1.º \| Róbigzon Oyola \| Medellín \| 4 h 46 min 03 s \| \| \| 2.º \| Jonathan Cañaveral \| Coldeportes Bicicletas Strongman \| + 0 s \| \| \| 3.º \| Cayetano Sarmiento \| EPM \| + 0 s \| \| \| 4.º \| Frank Osorio \| Coldeportes Bicicletas Strongman \| + 0 s \| \| \| 5.º \| Julián David Molano \| Coldeportes-Zenú \| + 25 s \| \| \| 6.º \| Jhon Anderson Rodríguez \| EPM \| + 25 s \| \| \| 7.º \| Mauricio Orozco \| Fuerzas Armadas-Ejército Nacional \| + 25 s \| \| \| 8.º \| Weimar Roldán \| Medellín \| + 25 s \| \| \| 9.º \| Marco Suesca \| Boyacá es Para Vivirla \| + 25 s \| \| \| 10.º \| Álvaro Duarte \| Néctar-Gobernación de Cundinamarca \| + 25 s \| \| |                         |                                    |                 |
| |                         |                                    |                 |
| |                         |                                    |                 |
| Clasificación de la etapa |                         |                                    |                 |
| Ciclista | Ciclista                | Equipo                             | Tiempo          |
| 1.º | Róbigzon Oyola          | Medellín                           | 4 h 46 min 03 s |
| 2.º | Jonathan Cañaveral      | Coldeportes Bicicletas Strongman   | + 0 s           |
| 3.º | Cayetano Sarmiento      | EPM                                | + 0 s           |
| 4.º | Frank Osorio            | Coldeportes Bicicletas Strongman   | + 0 s           |
| 5.º | Julián David Molano     | Coldeportes-Zenú                   | + 25 s          |
| 6.º | Jhon Anderson Rodríguez | EPM                                | + 25 s          |
| 7.º | Mauricio Orozco         | Fuerzas Armadas-Ejército Nacional  | + 25 s          |
| 8.º | Weimar Roldán           | Medellín                           | + 25 s          |
| 9.º | Marco Suesca            | Boyacá es Para Vivirla             | + 25 s          |
| 10.º | Álvaro Duarte           | Néctar-Gobernación de Cundinamarca | + 25 s          |

| \| Clasificación general \| Clasificación general \| Clasificación general \| Clasificación general \| Clasificación general \| \| Ciclista \| Ciclista \| Equipo \| Tiempo \| \| \| --------------------- \| --------------------- \| -------------------------------- \| --------------------- \| --------------------- \| \| 1.º \| Róbigzon Oyola \| Medellín \| 8 h 13 min 37 s \| \| \| 2.º \| Frank Osorio \| Coldeportes Bicicletas Strongman \| + 19 s \| \| \| 3.º \| Óscar Sevilla \| Medellín \| + 20 s \| \| \| 4.º \| Brayan Sánchez \| Orgullo Paisa \| + 28 s \| \| \| 5.º \| Jonathan Cañaveral \| Coldeportes Bicicletas Strongman \| + 30 s \| \| \| 6.º \| Miguel Ángel Reyes \| EPM \| + 31 s \| \| \| 7.º \| Fabio Duarte \| Medellín \| + 32 s \| \| \| 8.º \| Juan Pablo Suárez \| GW Shimano \| + 33 s \| \| \| 9.º \| José Tito Hernández \| Orgullo Paisa \| + 34 s \| \| \| 10.º \| Weimar Roldán \| Medellín \| + 38 s \| \| |                     |                                  |                 |
| |                     |                                  |                 |
| |                     |                                  |                 |
| Clasificación general |                     |                                  |                 |
| Ciclista | Ciclista            | Equipo                           | Tiempo          |
| 1.º | Róbigzon Oyola      | Medellín                         | 8 h 13 min 37 s |
| 2.º | Frank Osorio        | Coldeportes Bicicletas Strongman | + 19 s          |
| 3.º | Óscar Sevilla       | Medellín                         | + 20 s          |
| 4.º | Brayan Sánchez      | Orgullo Paisa                    | + 28 s          |
| 5.º | Jonathan Cañaveral  | Coldeportes Bicicletas Strongman | + 30 s          |
| 6.º | Miguel Ángel Reyes  | EPM                              | + 31 s          |
| 7.º | Fabio Duarte        | Medellín                         | + 32 s          |
| 8.º | Juan Pablo Suárez   | GW Shimano                       | + 33 s          |
| 9.º | José Tito Hernández | Orgullo Paisa                    | + 34 s          |
| 10.º | Weimar Roldán       | Medellín                         | + 38 s          |

### 3.ª etapa
| San Gil - Bucaramanga | etapa de media montaña | (107,8 km) |

| \| Clasificación de la etapa \| Clasificación de la etapa \| Clasificación de la etapa \| Clasificación de la etapa \| Clasificación de la etapa \| \| Ciclista \| Ciclista \| Equipo \| Tiempo \| \| \| ------------------------- \| ------------------------- \| -------------------------------- \| ------------------------- \| ------------------------- \| \| 1.º \| Cristhian Montoya \| Medellín \| 2 h 40 min 48 s \| \| \| 2.º \| José Tito Hernández \| Orgullo Paisa \| + 6 s \| \| \| 3.º \| Óscar Sevilla \| Medellín \| + 11 s \| \| \| 4.º \| Brayan Sánchez \| Orgullo Paisa \| + 11 s \| \| \| 5.º \| Fabio Duarte \| Medellín \| + 11 s \| \| \| 6.º \| Marco Suesca \| Boyacá es Para Vivirla \| + 11 s \| \| \| 7.º \| Luis Miguel Martínez \| Coldeportes Zenú \| + 11 s \| \| \| 8.º \| Dalivier Ospina \| Supergiros-Alcaldía de Manizales \| + 11 s \| \| \| 9.º \| Janier Acevedo \| EPM \| + 11 s \| \| \| 10.º \| Salvador Moreno Hernández \| Supergiros-Alcaldía de Manizales \| + 11 s \| \| |                           |                                  |                 |
| |                           |                                  |                 |
| |                           |                                  |                 |
| Clasificación de la etapa |                           |                                  |                 |
| Ciclista | Ciclista                  | Equipo                           | Tiempo          |
| 1.º | Cristhian Montoya         | Medellín                         | 2 h 40 min 48 s |
| 2.º | José Tito Hernández       | Orgullo Paisa                    | + 6 s           |
| 3.º | Óscar Sevilla             | Medellín                         | + 11 s          |
| 4.º | Brayan Sánchez            | Orgullo Paisa                    | + 11 s          |
| 5.º | Fabio Duarte              | Medellín                         | + 11 s          |
| 6.º | Marco Suesca              | Boyacá es Para Vivirla           | + 11 s          |
| 7.º | Luis Miguel Martínez      | Coldeportes Zenú                 | + 11 s          |
| 8.º | Dalivier Ospina           | Supergiros-Alcaldía de Manizales | + 11 s          |
| 9.º | Janier Acevedo            | EPM                              | + 11 s          |
| 10.º | Salvador Moreno Hernández | Supergiros-Alcaldía de Manizales | + 11 s          |

| \| Clasificación general \| Clasificación general \| Clasificación general \| Clasificación general \| Clasificación general \| \| Ciclista \| Ciclista \| Equipo \| Tiempo \| \| \| --------------------- \| --------------------- \| ---------------------------------- \| --------------------- \| --------------------- \| \| 1.º \| Róbigzon Oyola \| Medellín \| 10 h 54 min 36 s \| \| \| 2.º \| Óscar Sevilla \| Medellín \| + 16 s \| \| \| 3.º \| Frank Osorio \| Coldeportes Bicicletas Strongman \| + 19 s \| \| \| 4.º \| José Tito Hernández \| Orgullo Paisa \| + 23 s \| \| \| 5.º \| Brayan Sánchez \| Orgullo Paisa \| + 28 s \| \| \| 6.º \| Jonathan Cañaveral \| Coldeportes Bicicletas Strongman \| + 30 s \| \| \| 7.º \| Miguel Ángel Reyes \| EPM \| + 31 s \| \| \| 8.º \| Fabio Duarte \| Medellín \| + 31 s \| \| \| 9.º \| Sebastián Caro \| Néctar-Gobernación de Cundinamarca \| + 32 s \| \| \| 10.º \| Juan Pablo Suárez \| GW Shimano \| + 33 s \| \| |                     |                                    |                  |
| |                     |                                    |                  |
| |                     |                                    |                  |
| Clasificación general |                     |                                    |                  |
| Ciclista | Ciclista            | Equipo                             | Tiempo           |
| 1.º | Róbigzon Oyola      | Medellín                           | 10 h 54 min 36 s |
| 2.º | Óscar Sevilla       | Medellín                           | + 16 s           |
| 3.º | Frank Osorio        | Coldeportes Bicicletas Strongman   | + 19 s           |
| 4.º | José Tito Hernández | Orgullo Paisa                      | + 23 s           |
| 5.º | Brayan Sánchez      | Orgullo Paisa                      | + 28 s           |
| 6.º | Jonathan Cañaveral  | Coldeportes Bicicletas Strongman   | + 30 s           |
| 7.º | Miguel Ángel Reyes  | EPM                                | + 31 s           |
| 8.º | Fabio Duarte        | Medellín                           | + 31 s           |
| 9.º | Sebastián Caro      | Néctar-Gobernación de Cundinamarca | + 32 s           |
| 10.º | Juan Pablo Suárez   | GW Shimano                         | + 33 s           |

### 4.ª etapa
| Bucaramanga - Barrancabermeja | etapa escarpada | (121,8 km) |

| \| Clasificación de la etapa \| Clasificación de la etapa \| Clasificación de la etapa \| Clasificación de la etapa \| Clasificación de la etapa \| \| Ciclista \| Ciclista \| Equipo \| Tiempo \| \| \| ------------------------- \| ------------------------- \| --------------------------------- \| ------------------------- \| ------------------------- \| \| 1.º \| Weimar Roldán \| Medellín \| 2 h 47 min 09 s \| \| \| 2.º \| Julián David Molano \| Coldeportes-Zenú \| + 0 s \| \| \| 3.º \| Jairo Cano Salas \| EPM \| + 0 s \| \| \| 4.º \| Óscar Pachón \| Fundación Depormundo \| + 0 s \| \| \| 5.º \| Diego Ochoa \| EBSA Empresa de Energía Boyacá \| + 0 s \| \| \| 6.º \| Carlos Mario Ramírez \| EPM \| + 0 s \| \| \| 7.º \| Róbigzon Oyola \| Medellín \| + 0 s \| \| \| 8.º \| Carlos Eduardo Alzate \| GW Shimano \| + 0 s \| \| \| 9.º \| Mauricio Orozco \| Fuerzas Armadas-Ejército Nacional \| + 0 s \| \| \| 10.º \| Frank Osorio \| Coldeportes Bicicletas Strongman \| + 0 s \| \| |                       |                                   |                 |
| |                       |                                   |                 |
| |                       |                                   |                 |
| Clasificación de la etapa |                       |                                   |                 |
| Ciclista | Ciclista              | Equipo                            | Tiempo          |
| 1.º | Weimar Roldán         | Medellín                          | 2 h 47 min 09 s |
| 2.º | Julián David Molano   | Coldeportes-Zenú                  | + 0 s           |
| 3.º | Jairo Cano Salas      | EPM                               | + 0 s           |
| 4.º | Óscar Pachón          | Fundación Depormundo              | + 0 s           |
| 5.º | Diego Ochoa           | EBSA Empresa de Energía Boyacá    | + 0 s           |
| 6.º | Carlos Mario Ramírez  | EPM                               | + 0 s           |
| 7.º | Róbigzon Oyola        | Medellín                          | + 0 s           |
| 8.º | Carlos Eduardo Alzate | GW Shimano                        | + 0 s           |
| 9.º | Mauricio Orozco       | Fuerzas Armadas-Ejército Nacional | + 0 s           |
| 10.º | Frank Osorio          | Coldeportes Bicicletas Strongman  | + 0 s           |

| \| Clasificación general \| Clasificación general \| Clasificación general \| Clasificación general \| Clasificación general \| \| Ciclista \| Ciclista \| Equipo \| Tiempo \| \| \| --------------------- \| --------------------- \| ---------------------------------- \| --------------------- \| --------------------- \| \| 1.º \| Róbigzon Oyola \| Medellín \| 13 h 41 min 43 s \| \| \| 2.º \| Óscar Sevilla \| Medellín \| + 18 s \| \| \| 3.º \| Frank Osorio \| Coldeportes Bicicletas Strongman \| + 21 s \| \| \| 4.º \| José Tito Hernández \| Orgullo Paisa \| + 25 s \| \| \| 5.º \| Brayan Sánchez \| Orgullo Paisa \| + 30 s \| \| \| 6.º \| Jonathan Cañaveral \| Coldeportes Bicicletas Strongman \| + 32 s \| \| \| 7.º \| Miguel Ángel Reyes \| EPM \| + 33 s \| \| \| 8.º \| Fabio Duarte \| Medellín \| + 33 s \| \| \| 9.º \| Sebastián Caro \| Néctar-Gobernación de Cundinamarca \| + 34 s \| \| \| 10.º \| Juan Pablo Suárez \| GW Shimano \| + 35 s \| \| |                     |                                    |                  |
| |                     |                                    |                  |
| |                     |                                    |                  |
| Clasificación general |                     |                                    |                  |
| Ciclista | Ciclista            | Equipo                             | Tiempo           |
| 1.º | Róbigzon Oyola      | Medellín                           | 13 h 41 min 43 s |
| 2.º | Óscar Sevilla       | Medellín                           | + 18 s           |
| 3.º | Frank Osorio        | Coldeportes Bicicletas Strongman   | + 21 s           |
| 4.º | José Tito Hernández | Orgullo Paisa                      | + 25 s           |
| 5.º | Brayan Sánchez      | Orgullo Paisa                      | + 30 s           |
| 6.º | Jonathan Cañaveral  | Coldeportes Bicicletas Strongman   | + 32 s           |
| 7.º | Miguel Ángel Reyes  | EPM                                | + 33 s           |
| 8.º | Fabio Duarte        | Medellín                           | + 33 s           |
| 9.º | Sebastián Caro      | Néctar-Gobernación de Cundinamarca | + 34 s           |
| 10.º | Juan Pablo Suárez   | GW Shimano                         | + 35 s           |

### 5.ª etapa
| Barrancabermeja - Puerto Boyacá | etapa llana | (221,1 km) |

| \| Clasificación de la etapa \| Clasificación de la etapa \| Clasificación de la etapa \| Clasificación de la etapa \| Clasificación de la etapa \| \| Ciclista \| Ciclista \| Equipo \| Tiempo \| \| \| ------------------------- \| ------------------------- \| ---------------------------------- \| ------------------------- \| ------------------------- \| \| 1.º \| Carlos Eduardo Alzate \| GW Shimano \| 5 h 14 min 44 s \| \| \| 2.º \| Luis Carlos Chía \| Néctar-Gobernación de Cundinamarca \| + 0 s \| \| \| 3.º \| Weimar Roldán \| Medellín \| + 0 s \| \| \| 4.º \| Jairo Cano Salas \| EPM \| + 0 s \| \| \| 5.º \| Julián David Molano \| Coldeportes-Zenú \| + 0 s \| \| \| 6.º \| Bryan Gómez \| Manzana Postobón \| + 0 s \| \| \| 7.º \| William Muñoz \| Coldeportes Bicicletas Strongman \| + 0 s \| \| \| 8.º \| Steven Cuesta \| Néctar-Gobernación de Cundinamarca \| + 0 s \| \| \| 9.º \| Mauricio Orozco \| Fuerzas Armadas-Ejército Nacional \| + 0 s \| \| \| 10.º \| Óscar Pachón \| Fundación Depormundo \| + 0 s \| \| |                       |                                    |                 |
| |                       |                                    |                 |
| |                       |                                    |                 |
| Clasificación de la etapa |                       |                                    |                 |
| Ciclista | Ciclista              | Equipo                             | Tiempo          |
| 1.º | Carlos Eduardo Alzate | GW Shimano                         | 5 h 14 min 44 s |
| 2.º | Luis Carlos Chía      | Néctar-Gobernación de Cundinamarca | + 0 s           |
| 3.º | Weimar Roldán         | Medellín                           | + 0 s           |
| 4.º | Jairo Cano Salas      | EPM                                | + 0 s           |
| 5.º | Julián David Molano   | Coldeportes-Zenú                   | + 0 s           |
| 6.º | Bryan Gómez           | Manzana Postobón                   | + 0 s           |
| 7.º | William Muñoz         | Coldeportes Bicicletas Strongman   | + 0 s           |
| 8.º | Steven Cuesta         | Néctar-Gobernación de Cundinamarca | + 0 s           |
| 9.º | Mauricio Orozco       | Fuerzas Armadas-Ejército Nacional  | + 0 s           |
| 10.º | Óscar Pachón          | Fundación Depormundo               | + 0 s           |

| \| Clasificación general \| Clasificación general \| Clasificación general \| Clasificación general \| Clasificación general \| \| Ciclista \| Ciclista \| Equipo \| Tiempo \| \| \| --------------------- \| --------------------- \| ---------------------------------- \| --------------------- \| --------------------- \| \| 1.º \| Róbigzon Oyola \| Medellín \| 18 h 56 min 27 s \| \| \| 2.º \| Óscar Sevilla \| Medellín \| + 18 s \| \| \| 3.º \| Frank Osorio \| Coldeportes Bicicletas Strongman \| + 21 s \| \| \| 4.º \| José Tito Hernández \| Orgullo Paisa \| + 25 s \| \| \| 5.º \| Brayan Sánchez \| Orgullo Paisa \| + 30 s \| \| \| 6.º \| Jonathan Cañaveral \| Coldeportes Bicicletas Strongman \| + 32 s \| \| \| 7.º \| Miguel Ángel Reyes \| EPM \| + 33 s \| \| \| 8.º \| Fabio Duarte \| Medellín \| + 33 s \| \| \| 9.º \| Sebastián Caro \| Néctar-Gobernación de Cundinamarca \| + 34 s \| \| \| 10.º \| Juan Pablo Suárez \| GW Shimano \| + 35 s \| \| |                     |                                    |                  |
| |                     |                                    |                  |
| |                     |                                    |                  |
| Clasificación general |                     |                                    |                  |
| Ciclista | Ciclista            | Equipo                             | Tiempo           |
| 1.º | Róbigzon Oyola      | Medellín                           | 18 h 56 min 27 s |
| 2.º | Óscar Sevilla       | Medellín                           | + 18 s           |
| 3.º | Frank Osorio        | Coldeportes Bicicletas Strongman   | + 21 s           |
| 4.º | José Tito Hernández | Orgullo Paisa                      | + 25 s           |
| 5.º | Brayan Sánchez      | Orgullo Paisa                      | + 30 s           |
| 6.º | Jonathan Cañaveral  | Coldeportes Bicicletas Strongman   | + 32 s           |
| 7.º | Miguel Ángel Reyes  | EPM                                | + 33 s           |
| 8.º | Fabio Duarte        | Medellín                           | + 33 s           |
| 9.º | Sebastián Caro      | Néctar-Gobernación de Cundinamarca | + 34 s           |
| 10.º | Juan Pablo Suárez   | GW Shimano                         | + 35 s           |

### 6.ª etapa
| Puerto Boyacá - Rionegro | etapa de montaña | (178,5 km) |

| \| Clasificación de la etapa \| Clasificación de la etapa \| Clasificación de la etapa \| Clasificación de la etapa \| Clasificación de la etapa \| \| Ciclista \| Ciclista \| Equipo \| Tiempo \| \| \| ------------------------- \| ------------------------- \| ---------------------------------- \| ------------------------- \| ------------------------- \| \| 1.º \| Omar Mendoza \| Coldeportes Bicicletas Strongman \| 4 h 49 min 40 s \| \| \| 2.º \| Walter Pedraza \| GW Shimano \| + 0 s \| \| \| 3.º \| Álvaro Duarte \| Néctar-Gobernación de Cundinamarca \| + 3 s \| \| \| 4.º \| Heiner Parra \| GW Shimano \| + 3 s \| \| \| 5.º \| José Tito Hernández \| Orgullo Paisa \| + 3 s \| \| \| 6.º \| Wilmar Castro \| Fundación Depormundo \| + 3 s \| \| \| 7.º \| Carlos Andrés Parra \| \| + 3 s \| \| \| 8.º \| Edward Beltrán \| Medellín \| + 3 s \| \| \| 9.º \| Kevin Cano \| Orgullo Paisa \| + 3 s \| \| \| 10.º \| Óscar Pachón \| Fundación Depormundo \| + 1 min 29 s \| \| |                     |                                    |                 |
| |                     |                                    |                 |
| |                     |                                    |                 |
| Clasificación de la etapa |                     |                                    |                 |
| Ciclista | Ciclista            | Equipo                             | Tiempo          |
| 1.º | Omar Mendoza        | Coldeportes Bicicletas Strongman   | 4 h 49 min 40 s |
| 2.º | Walter Pedraza      | GW Shimano                         | + 0 s           |
| 3.º | Álvaro Duarte       | Néctar-Gobernación de Cundinamarca | + 3 s           |
| 4.º | Heiner Parra        | GW Shimano                         | + 3 s           |
| 5.º | José Tito Hernández | Orgullo Paisa                      | + 3 s           |
| 6.º | Wilmar Castro       | Fundación Depormundo               | + 3 s           |
| 7.º | Carlos Andrés Parra |                                    | + 3 s           |
| 8.º | Edward Beltrán      | Medellín                           | + 3 s           |
| 9.º | Kevin Cano          | Orgullo Paisa                      | + 3 s           |
| 10.º | Óscar Pachón        | Fundación Depormundo               | + 1 min 29 s    |

| \| Clasificación general \| Clasificación general \| Clasificación general \| Clasificación general \| Clasificación general \| \| Ciclista \| Ciclista \| Equipo \| Tiempo \| \| \| --------------------- \| --------------------- \| ---------------------------------- \| --------------------- \| --------------------- \| \| 1.º \| José Tito Hernández \| Orgullo Paisa \| 23 h 46 min 34 s \| \| \| 2.º \| Omar Mendoza \| Coldeportes Bicicletas Strongman \| + 24 s \| \| \| 3.º \| Álvaro Duarte \| Néctar-Gobernación de Cundinamarca \| + 37 s \| \| \| 4.º \| Heiner Parra \| GW Shimano \| + 39 s \| \| \| 5.º \| Walter Pedraza \| GW Shimano \| + 40 s \| \| \| 6.º \| Edward Beltrán \| Medellín \| + 50 s \| \| \| 7.º \| Róbigzon Oyola \| Medellín \| + 1 min 02 s \| \| \| 8.º \| Kevin Cano \| Orgullo Paisa \| + 1 min 03 s \| \| \| 9.º \| Óscar Sevilla \| Medellín \| + 1 min 20 s \| \| \| 10.º \| Frank Osorio \| Coldeportes Bicicletas Strongman \| + 1 min 23 s \| \| |                     |                                    |                  |
| |                     |                                    |                  |
| |                     |                                    |                  |
| Clasificación general |                     |                                    |                  |
| Ciclista | Ciclista            | Equipo                             | Tiempo           |
| 1.º | José Tito Hernández | Orgullo Paisa                      | 23 h 46 min 34 s |
| 2.º | Omar Mendoza        | Coldeportes Bicicletas Strongman   | + 24 s           |
| 3.º | Álvaro Duarte       | Néctar-Gobernación de Cundinamarca | + 37 s           |
| 4.º | Heiner Parra        | GW Shimano                         | + 39 s           |
| 5.º | Walter Pedraza      | GW Shimano                         | + 40 s           |
| 6.º | Edward Beltrán      | Medellín                           | + 50 s           |
| 7.º | Róbigzon Oyola      | Medellín                           | + 1 min 02 s     |
| 8.º | Kevin Cano          | Orgullo Paisa                      | + 1 min 03 s     |
| 9.º | Óscar Sevilla       | Medellín                           | + 1 min 20 s     |
| 10.º | Frank Osorio        | Coldeportes Bicicletas Strongman   | + 1 min 23 s     |

### 7.ª etapa
| Medellín - Medellín | etapa llana | (100 km) |

| \| Clasificación de la etapa \| Clasificación de la etapa \| Clasificación de la etapa \| Clasificación de la etapa \| Clasificación de la etapa \| \| Ciclista \| Ciclista \| Equipo \| Tiempo \| \| \| ------------------------- \| ------------------------- \| ---------------------------------- \| ------------------------- \| ------------------------- \| \| 1.º \| Weimar Roldán \| Medellín \| 2 h 02 min 11 s \| \| \| 2.º \| Óscar Pachón \| Fundación Depormundo \| + 0 s \| \| \| 3.º \| Julián David Molano \| Coldeportes-Zenú \| + 0 s \| \| \| 4.º \| Bryan Gómez \| Manzana Postobón \| + 0 s \| \| \| 5.º \| Luis Carlos Chía \| Néctar-Gobernación de Cundinamarca \| + 0 s \| \| \| 6.º \| Róbigzon Oyola \| Medellín \| + 0 s \| \| \| 7.º \| William Muñoz \| Coldeportes Bicicletas Strongman \| + 0 s \| \| \| 8.º \| Luis Quiceno \| Fuerzas Armadas-Ejército Nacional \| + 0 s \| \| \| 9.º \| Juan Tito Rendón \| Coldeportes-Zenú \| + 0 s \| \| \| 10.º \| Janier Acevedo \| EPM \| + 0 s \| \| |                     |                                    |                 |
| |                     |                                    |                 |
| |                     |                                    |                 |
| Clasificación de la etapa |                     |                                    |                 |
| Ciclista | Ciclista            | Equipo                             | Tiempo          |
| 1.º | Weimar Roldán       | Medellín                           | 2 h 02 min 11 s |
| 2.º | Óscar Pachón        | Fundación Depormundo               | + 0 s           |
| 3.º | Julián David Molano | Coldeportes-Zenú                   | + 0 s           |
| 4.º | Bryan Gómez         | Manzana Postobón                   | + 0 s           |
| 5.º | Luis Carlos Chía    | Néctar-Gobernación de Cundinamarca | + 0 s           |
| 6.º | Róbigzon Oyola      | Medellín                           | + 0 s           |
| 7.º | William Muñoz       | Coldeportes Bicicletas Strongman   | + 0 s           |
| 8.º | Luis Quiceno        | Fuerzas Armadas-Ejército Nacional  | + 0 s           |
| 9.º | Juan Tito Rendón    | Coldeportes-Zenú                   | + 0 s           |
| 10.º | Janier Acevedo      | EPM                                | + 0 s           |

| \| Clasificación general \| Clasificación general \| Clasificación general \| Clasificación general \| Clasificación general \| \| Ciclista \| Ciclista \| Equipo \| Tiempo \| \| \| --------------------- \| --------------------- \| ---------------------------------- \| --------------------- \| --------------------- \| \| 1.º \| José Tito Hernández \| Orgullo Paisa \| 25 h 48 min 45 s \| \| \| 2.º \| Omar Mendoza \| Coldeportes Bicicletas Strongman \| + 24 s \| \| \| 3.º \| Álvaro Duarte \| Néctar-Gobernación de Cundinamarca \| + 37 s \| \| \| 4.º \| Heiner Parra \| GW Shimano \| + 39 s \| \| \| 5.º \| Walter Pedraza \| GW Shimano \| + 40 s \| \| \| 6.º \| Edward Beltrán \| Medellín \| + 50 s \| \| \| 7.º \| Róbigzon Oyola \| Medellín \| + 1 min 02 s \| \| \| 8.º \| Kevin Cano \| Orgullo Paisa \| + 1 min 03 s \| \| \| 9.º \| Óscar Sevilla \| Medellín \| + 1 min 20 s \| \| \| 10.º \| Frank Osorio \| Coldeportes Bicicletas Strongman \| + 1 min 23 s \| \| |                     |                                    |                  |
| |                     |                                    |                  |
| |                     |                                    |                  |
| Clasificación general |                     |                                    |                  |
| Ciclista | Ciclista            | Equipo                             | Tiempo           |
| 1.º | José Tito Hernández | Orgullo Paisa                      | 25 h 48 min 45 s |
| 2.º | Omar Mendoza        | Coldeportes Bicicletas Strongman   | + 24 s           |
| 3.º | Álvaro Duarte       | Néctar-Gobernación de Cundinamarca | + 37 s           |
| 4.º | Heiner Parra        | GW Shimano                         | + 39 s           |
| 5.º | Walter Pedraza      | GW Shimano                         | + 40 s           |
| 6.º | Edward Beltrán      | Medellín                           | + 50 s           |
| 7.º | Róbigzon Oyola      | Medellín                           | + 1 min 02 s     |
| 8.º | Kevin Cano          | Orgullo Paisa                      | + 1 min 03 s     |
| 9.º | Óscar Sevilla       | Medellín                           | + 1 min 20 s     |
| 10.º | Frank Osorio        | Coldeportes Bicicletas Strongman   | + 1 min 23 s     |

### 8.ª etapa
Debido a los deslizamientos de tierra que afectaron la vía por la variante La Romelia - El Pollo en Pereira y por solicitud de las autoridades locales para que las 8.ª y 9.ª etapas no pasarán por Pereira, la Federación Colombiana de Ciclismo decidió cambiar la 8.ª que inicialmente partía de Manizales y terminaba en Pereira sobre una distancia de 180,1 km, por circuito urbano en la ciudad de Manizales de 106 km.
| Manizales - Manizales | etapa llana | (106 km) |

| \| Clasificación de la etapa \| Clasificación de la etapa \| Clasificación de la etapa \| Clasificación de la etapa \| Clasificación de la etapa \| \| Ciclista \| Ciclista \| Equipo \| Tiempo \| \| \| ------------------------- \| ------------------------- \| ---------------------------------- \| ------------------------- \| ------------------------- \| \| 1.º \| Bryan Gómez \| Manzana Postobón \| 2 h 40 min 48 s \| \| \| 2.º \| Juan Pablo Suárez \| GW Shimano \| + 0 s \| \| \| 3.º \| Óscar Sevilla \| Medellín \| + 0 s \| \| \| 4.º \| Óscar Pachón \| Fundación Depormundo \| + 0 s \| \| \| 5.º \| Jonathan Cañaveral \| Coldeportes Bicicletas Strongman \| + 0 s \| \| \| 6.º \| Fabio Duarte \| Medellín \| + 0 s \| \| \| 7.º \| Miguel Ángel Rubiano \| Coldeportes-Zenú \| + 7 s \| \| \| 8.º \| Álvaro Duarte \| Néctar-Gobernación de Cundinamarca \| + 7 s \| \| \| 9.º \| Brandon Rivera \| GW Shimano \| + 7 s \| \| \| 10.º \| Diego Ochoa \| EBSA Empresa de Energía Boyacá \| + 7 s \| \| |                      |                                    |                 |
| |                      |                                    |                 |
| |                      |                                    |                 |
| Clasificación de la etapa |                      |                                    |                 |
| Ciclista | Ciclista             | Equipo                             | Tiempo          |
| 1.º | Bryan Gómez          | Manzana Postobón                   | 2 h 40 min 48 s |
| 2.º | Juan Pablo Suárez    | GW Shimano                         | + 0 s           |
| 3.º | Óscar Sevilla        | Medellín                           | + 0 s           |
| 4.º | Óscar Pachón         | Fundación Depormundo               | + 0 s           |
| 5.º | Jonathan Cañaveral   | Coldeportes Bicicletas Strongman   | + 0 s           |
| 6.º | Fabio Duarte         | Medellín                           | + 0 s           |
| 7.º | Miguel Ángel Rubiano | Coldeportes-Zenú                   | + 7 s           |
| 8.º | Álvaro Duarte        | Néctar-Gobernación de Cundinamarca | + 7 s           |
| 9.º | Brandon Rivera       | GW Shimano                         | + 7 s           |
| 10.º | Diego Ochoa          | EBSA Empresa de Energía Boyacá     | + 7 s           |

| \| Clasificación general \| Clasificación general \| Clasificación general \| Clasificación general \| Clasificación general \| \| Ciclista \| Ciclista \| Equipo \| Tiempo \| \| \| --------------------- \| --------------------- \| ---------------------------------- \| --------------------- \| --------------------- \| \| 1.º \| José Tito Hernández \| Orgullo Paisa \| 28 h 29 min 40 s \| \| \| 2.º \| Omar Mendoza \| Coldeportes Bicicletas Strongman \| + 24 s \| \| \| 3.º \| Álvaro Duarte \| Néctar-Gobernación de Cundinamarca \| + 37 s \| \| \| 4.º \| Heiner Parra \| GW Shimano \| + 39 s \| \| \| 5.º \| Walter Pedraza \| GW Shimano \| + 40 s \| \| \| 6.º \| Edward Beltrán \| Medellín \| + 50 s \| \| \| 7.º \| Róbigzon Oyola \| Medellín \| + 1 min 02 s \| \| \| 8.º \| Kevin Cano \| Orgullo Paisa \| + 1 min 03 s \| \| \| 9.º \| Óscar Sevilla \| Medellín \| + 1 min 09 s \| \| \| 10.º \| Frank Osorio \| Coldeportes Bicicletas Strongman \| + 1 min 23 s \| \| |                     |                                    |                  |
| |                     |                                    |                  |
| |                     |                                    |                  |
| Clasificación general |                     |                                    |                  |
| Ciclista | Ciclista            | Equipo                             | Tiempo           |
| 1.º | José Tito Hernández | Orgullo Paisa                      | 28 h 29 min 40 s |
| 2.º | Omar Mendoza        | Coldeportes Bicicletas Strongman   | + 24 s           |
| 3.º | Álvaro Duarte       | Néctar-Gobernación de Cundinamarca | + 37 s           |
| 4.º | Heiner Parra        | GW Shimano                         | + 39 s           |
| 5.º | Walter Pedraza      | GW Shimano                         | + 40 s           |
| 6.º | Edward Beltrán      | Medellín                           | + 50 s           |
| 7.º | Róbigzon Oyola      | Medellín                           | + 1 min 02 s     |
| 8.º | Kevin Cano          | Orgullo Paisa                      | + 1 min 03 s     |
| 9.º | Óscar Sevilla       | Medellín                           | + 1 min 09 s     |
| 10.º | Frank Osorio        | Coldeportes Bicicletas Strongman   | + 1 min 23 s     |

### 9.ª etapa
Debido a los deslizamientos de tierra que afectaron la vía por la variante La Romelia - El Pollo en Pereira y por solicitud de las autoridades locales para que las 8.ª y 9.ª etapas no pasarán por Pereira, la Federación Colombiana de Ciclismo decidió cambiar el inicio de la 9.ª que tenía previsto partir desde Pereira hasta el Alto de La Línea sobre una distancia de 163,5 km para que inicie desde el municipio de Cartago. La distancia de la etapa con el nuevo punto de partida fue de 137 km.
| Cartago - Alto de La Línea | etapa de montaña | (137 km) |

| \| Clasificación de la etapa \| Clasificación de la etapa \| Clasificación de la etapa \| Clasificación de la etapa \| Clasificación de la etapa \| \| Ciclista \| Ciclista \| Equipo \| Tiempo \| \| \| ------------------------- \| ------------------------- \| ---------------------------------- \| ------------------------- \| ------------------------- \| \| 1.º \| Heiner Parra \| GW Shimano \| 3 h 47 min 40 s \| \| \| 2.º \| Danny Osorio \| Orgullo Paisa \| + 0 s \| \| \| 3.º \| Álvaro Duarte \| Néctar-Gobernación de Cundinamarca \| + 0 s \| \| \| 4.º \| Wilmar Jahir Pérez \| Néctar-Gobernación de Cundinamarca \| + 6 s \| \| \| 5.º \| Fabio Duarte \| Medellín \| + 10 s \| \| \| 6.º \| Alexis Camacho \| Coldeportes-Zenú \| + 10 s \| \| \| 7.º \| Salvador Moreno Hernández \| Supergiros-Alcaldía de Manizales \| + 19 s \| \| \| 8.º \| Freddy Montaña \| EPM \| + 1 min 40 s \| \| \| 9.º \| José Tito Hernández \| Orgullo Paisa \| + 2 min 32 s \| \| \| 10.º \| Marco Suesca \| Boyacá es Para Vivirla \| + 2 min 32 s \| \| |                           |                                    |                 |
| |                           |                                    |                 |
| |                           |                                    |                 |
| Clasificación de la etapa |                           |                                    |                 |
| Ciclista | Ciclista                  | Equipo                             | Tiempo          |
| 1.º | Heiner Parra              | GW Shimano                         | 3 h 47 min 40 s |
| 2.º | Danny Osorio              | Orgullo Paisa                      | + 0 s           |
| 3.º | Álvaro Duarte             | Néctar-Gobernación de Cundinamarca | + 0 s           |
| 4.º | Wilmar Jahir Pérez        | Néctar-Gobernación de Cundinamarca | + 6 s           |
| 5.º | Fabio Duarte              | Medellín                           | + 10 s          |
| 6.º | Alexis Camacho            | Coldeportes-Zenú                   | + 10 s          |
| 7.º | Salvador Moreno Hernández | Supergiros-Alcaldía de Manizales   | + 19 s          |
| 8.º | Freddy Montaña            | EPM                                | + 1 min 40 s    |
| 9.º | José Tito Hernández       | Orgullo Paisa                      | + 2 min 32 s    |
| 10.º | Marco Suesca              | Boyacá es Para Vivirla             | + 2 min 32 s    |

| \| Clasificación general \| Clasificación general \| Clasificación general \| Clasificación general \| Clasificación general \| \| Ciclista \| Ciclista \| Equipo \| Tiempo \| \| \| --------------------- \| ------------------------- \| ---------------------------------- \| --------------------- \| --------------------- \| \| 1.º \| Heiner Parra \| GW Shimano \| 32 h 17 min 49 s \| \| \| 2.º \| Álvaro Duarte \| Néctar-Gobernación de Cundinamarca \| + 4 s \| \| \| 3.º \| Fabio Duarte \| Medellín \| + 1 min 09 s \| \| \| 4.º \| Danny Osorio \| Orgullo Paisa \| + 1 min 17 s \| \| \| 5.º \| Alexis Camacho \| Coldeportes-Zenú \| + 1 min 37 s \| \| \| 6.º \| Wilmar Jahir Pérez \| Néctar-Gobernación de Cundinamarca \| + 2 min 00 s \| \| \| 7.º \| José Tito Hernández \| Orgullo Paisa \| + 2 min 03 s \| \| \| 8.º \| Salvador Moreno Hernández \| Supergiros-Alcaldía de Manizales \| + 2 min 06 s \| \| \| 9.º \| Óscar Sevilla \| Medellín \| + 3 min 54 s \| \| \| 10.º \| Marco Suesca \| Boyacá es Para Vivirla \| + 4 min 28 s \| \| |                           |                                    |                  |
| |                           |                                    |                  |
| |                           |                                    |                  |
| Clasificación general |                           |                                    |                  |
| Ciclista | Ciclista                  | Equipo                             | Tiempo           |
| 1.º | Heiner Parra              | GW Shimano                         | 32 h 17 min 49 s |
| 2.º | Álvaro Duarte             | Néctar-Gobernación de Cundinamarca | + 4 s            |
| 3.º | Fabio Duarte              | Medellín                           | + 1 min 09 s     |
| 4.º | Danny Osorio              | Orgullo Paisa                      | + 1 min 17 s     |
| 5.º | Alexis Camacho            | Coldeportes-Zenú                   | + 1 min 37 s     |
| 6.º | Wilmar Jahir Pérez        | Néctar-Gobernación de Cundinamarca | + 2 min 00 s     |
| 7.º | José Tito Hernández       | Orgullo Paisa                      | + 2 min 03 s     |
| 8.º | Salvador Moreno Hernández | Supergiros-Alcaldía de Manizales   | + 2 min 06 s     |
| 9.º | Óscar Sevilla             | Medellín                           | + 3 min 54 s     |
| 10.º | Marco Suesca              | Boyacá es Para Vivirla             | + 4 min 28 s     |

### 10.ª etapa
| Ibagué - Albán | etapa de montaña | (210,7 km) |

| \| Clasificación de la etapa \| Clasificación de la etapa \| Clasificación de la etapa \| Clasificación de la etapa \| Clasificación de la etapa \| \| Ciclista \| Ciclista \| Equipo \| Tiempo \| \| \| ------------------------- \| ------------------------- \| ---------------------------------- \| ------------------------- \| ------------------------- \| \| 1.º \| Óscar Sevilla \| Medellín \| 5 h 24 min 51 s \| \| \| 2.º \| Fabio Duarte \| Medellín \| + 0 s \| \| \| 3.º \| Frank Osorio \| Coldeportes Bicicletas Strongman \| + 54 s \| \| \| 4.º \| Salvador Moreno Hernández \| Supergiros-Alcaldía de Manizales \| + 1 min 04 s \| \| \| 5.º \| Wilmar Jahir Pérez \| Néctar-Gobernación de Cundinamarca \| + 1 min 09 s \| \| \| 6.º \| Alexis Camacho \| Coldeportes-Zenú \| + 1 min 39 s \| \| \| 7.º \| Harold Tejada \| Medellín \| + 1 min 39 s \| \| \| 8.º \| José Tito Hernández \| Orgullo Paisa \| + 1 min 39 s \| \| \| 9.º \| Jonathan Cañaveral \| Coldeportes Bicicletas Strongman \| + 2 min 29 s \| \| \| 10.º \| Omar Mendoza \| Coldeportes Bicicletas Strongman \| + 3 min 22 s \| \| |                           |                                    |                 |
| |                           |                                    |                 |
| |                           |                                    |                 |
| Clasificación de la etapa |                           |                                    |                 |
| Ciclista | Ciclista                  | Equipo                             | Tiempo          |
| 1.º | Óscar Sevilla             | Medellín                           | 5 h 24 min 51 s |
| 2.º | Fabio Duarte              | Medellín                           | + 0 s           |
| 3.º | Frank Osorio              | Coldeportes Bicicletas Strongman   | + 54 s          |
| 4.º | Salvador Moreno Hernández | Supergiros-Alcaldía de Manizales   | + 1 min 04 s    |
| 5.º | Wilmar Jahir Pérez        | Néctar-Gobernación de Cundinamarca | + 1 min 09 s    |
| 6.º | Alexis Camacho            | Coldeportes-Zenú                   | + 1 min 39 s    |
| 7.º | Harold Tejada             | Medellín                           | + 1 min 39 s    |
| 8.º | José Tito Hernández       | Orgullo Paisa                      | + 1 min 39 s    |
| 9.º | Jonathan Cañaveral        | Coldeportes Bicicletas Strongman   | + 2 min 29 s    |
| 10.º | Omar Mendoza              | Coldeportes Bicicletas Strongman   | + 3 min 22 s    |

| \| Clasificación general \| Clasificación general \| Clasificación general \| Clasificación general \| Clasificación general \| \| Ciclista \| Ciclista \| Equipo \| Tiempo \| \| \| --------------------- \| ------------------------- \| ---------------------------------- \| --------------------- \| --------------------- \| \| 1.º \| Fabio Duarte \| Medellín \| 37 h 43 min 43 s \| \| \| 2.º \| Wilmar Jahir Pérez \| Néctar-Gobernación de Cundinamarca \| + 2 min 06 s \| \| \| 3.º \| Salvador Moreno Hernández \| Supergiros-Alcaldía de Manizales \| + 2 min 07 s \| \| \| 4.º \| Alexis Camacho \| Coldeportes-Zenú \| + 2 min 13 s \| \| \| 5.º \| José Tito Hernández \| Orgullo Paisa \| + 2 min 39 s \| \| \| 6.º \| Óscar Sevilla \| Medellín \| + 2 min 41 s \| \| \| 7.º \| Álvaro Duarte \| Néctar-Gobernación de Cundinamarca \| + 3 min 16 s \| \| \| 8.º \| Heiner Parra \| GW Shimano \| + 7 min 26 s \| \| \| 9.º \| Danny Osorio \| Orgullo Paisa \| + 7 min 32 s \| \| \| 10.º \| Róbigzon Oyola \| Medellín \| + 7 min 40 s \| \| |                           |                                    |                  |
| |                           |                                    |                  |
| |                           |                                    |                  |
| Clasificación general |                           |                                    |                  |
| Ciclista | Ciclista                  | Equipo                             | Tiempo           |
| 1.º | Fabio Duarte              | Medellín                           | 37 h 43 min 43 s |
| 2.º | Wilmar Jahir Pérez        | Néctar-Gobernación de Cundinamarca | + 2 min 06 s     |
| 3.º | Salvador Moreno Hernández | Supergiros-Alcaldía de Manizales   | + 2 min 07 s     |
| 4.º | Alexis Camacho            | Coldeportes-Zenú                   | + 2 min 13 s     |
| 5.º | José Tito Hernández       | Orgullo Paisa                      | + 2 min 39 s     |
| 6.º | Óscar Sevilla             | Medellín                           | + 2 min 41 s     |
| 7.º | Álvaro Duarte             | Néctar-Gobernación de Cundinamarca | + 3 min 16 s     |
| 8.º | Heiner Parra              | GW Shimano                         | + 7 min 26 s     |
| 9.º | Danny Osorio              | Orgullo Paisa                      | + 7 min 32 s     |
| 10.º | Róbigzon Oyola            | Medellín                           | + 7 min 40 s     |

### 11.ª etapa
| Tocancipá - Sáchica | etapa escarpada | (149,5 km) |

| \| Clasificación de la etapa \| Clasificación de la etapa \| Clasificación de la etapa \| Clasificación de la etapa \| Clasificación de la etapa \| \| Ciclista \| Ciclista \| Equipo \| Tiempo \| \| \| ------------------------- \| ------------------------- \| -------------------------------- \| ------------------------- \| ------------------------- \| \| 1.º \| Óscar Quiroz \| Coldeportes Bicicletas Strongman \| 3 h 34 min 50 s \| \| \| 2.º \| Brayan Sánchez \| Orgullo Paisa \| + 9 s \| \| \| 3.º \| Diego Ochoa \| EBSA Empresa de Energía Boyacá \| + 9 s \| \| \| 4.º \| Germán Chaves \| Coldeportes-Zenú \| + 9 s \| \| \| 5.º \| Yeison Andrés Chaparro \| Boyacá es Para Vivirla \| + 11 s \| \| \| 6.º \| Cayetano Sarmiento \| EPM \| + 20 s \| \| \| 7.º \| Carlos Andrés Parra \| \| + 36 s \| \| \| 8.º \| Juan Diego Hoyos \| Supergiros-Alcaldía de Manizales \| + 46 s \| \| \| 9.º \| Cristian Tobar \| Sundark Arawak \| + 56 s \| \| \| 10.º \| Andrés Camilo Pedroza \| Coldeportes Bicicletas Strongman \| + 2 min 51 s \| \| |                        |                                  |                 |
| |                        |                                  |                 |
| |                        |                                  |                 |
| Clasificación de la etapa |                        |                                  |                 |
| Ciclista | Ciclista               | Equipo                           | Tiempo          |
| 1.º | Óscar Quiroz           | Coldeportes Bicicletas Strongman | 3 h 34 min 50 s |
| 2.º | Brayan Sánchez         | Orgullo Paisa                    | + 9 s           |
| 3.º | Diego Ochoa            | EBSA Empresa de Energía Boyacá   | + 9 s           |
| 4.º | Germán Chaves          | Coldeportes-Zenú                 | + 9 s           |
| 5.º | Yeison Andrés Chaparro | Boyacá es Para Vivirla           | + 11 s          |
| 6.º | Cayetano Sarmiento     | EPM                              | + 20 s          |
| 7.º | Carlos Andrés Parra    |                                  | + 36 s          |
| 8.º | Juan Diego Hoyos       | Supergiros-Alcaldía de Manizales | + 46 s          |
| 9.º | Cristian Tobar         | Sundark Arawak                   | + 56 s          |
| 10.º | Andrés Camilo Pedroza  | Coldeportes Bicicletas Strongman | + 2 min 51 s    |

| \| Clasificación general \| Clasificación general \| Clasificación general \| Clasificación general \| Clasificación general \| \| Ciclista \| Ciclista \| Equipo \| Tiempo \| \| \| --------------------- \| ------------------------- \| ---------------------------------- \| --------------------- \| --------------------- \| \| 1.º \| Fabio Duarte \| Medellín \| 41 h 24 min 35 s \| \| \| 2.º \| Wilmar Jahir Pérez \| Néctar-Gobernación de Cundinamarca \| + 2 min 06 s \| \| \| 3.º \| Salvador Moreno Hernández \| Supergiros-Alcaldía de Manizales \| + 2 min 07 s \| \| \| 4.º \| Alexis Camacho \| Coldeportes-Zenú \| + 2 min 13 s \| \| \| 5.º \| José Tito Hernández \| Orgullo Paisa \| + 2 min 39 s \| \| \| 6.º \| Óscar Sevilla \| Medellín \| + 2 min 41 s \| \| \| 7.º \| Álvaro Duarte \| Néctar-Gobernación de Cundinamarca \| + 3 min 16 s \| \| \| 8.º \| Heiner Parra \| GW Shimano \| + 7 min 26 s \| \| \| 9.º \| Danny Osorio \| Orgullo Paisa \| + 7 min 32 s \| \| \| 10.º \| Róbigzon Oyola \| Medellín \| + 7 min 40 s \| \| |                           |                                    |                  |
| |                           |                                    |                  |
| |                           |                                    |                  |
| Clasificación general |                           |                                    |                  |
| Ciclista | Ciclista                  | Equipo                             | Tiempo           |
| 1.º | Fabio Duarte              | Medellín                           | 41 h 24 min 35 s |
| 2.º | Wilmar Jahir Pérez        | Néctar-Gobernación de Cundinamarca | + 2 min 06 s     |
| 3.º | Salvador Moreno Hernández | Supergiros-Alcaldía de Manizales   | + 2 min 07 s     |
| 4.º | Alexis Camacho            | Coldeportes-Zenú                   | + 2 min 13 s     |
| 5.º | José Tito Hernández       | Orgullo Paisa                      | + 2 min 39 s     |
| 6.º | Óscar Sevilla             | Medellín                           | + 2 min 41 s     |
| 7.º | Álvaro Duarte             | Néctar-Gobernación de Cundinamarca | + 3 min 16 s     |
| 8.º | Heiner Parra              | GW Shimano                         | + 7 min 26 s     |
| 9.º | Danny Osorio              | Orgullo Paisa                      | + 7 min 32 s     |
| 10.º | Róbigzon Oyola            | Medellín                           | + 7 min 40 s     |

### 12.ª etapa
| Villa de Leyva - Socha | etapa de media montaña | (157,3 km) |

| \| Clasificación de la etapa \| Clasificación de la etapa \| Clasificación de la etapa \| Clasificación de la etapa \| Clasificación de la etapa \| \| Ciclista \| Ciclista \| Equipo \| Tiempo \| \| \| ------------------------- \| ------------------------- \| ---------------------------------- \| ------------------------- \| ------------------------- \| \| 1.º \| Brandon Rivera \| GW Shimano \| 4 h 08 min 23 s \| \| \| 2.º \| Fabio Duarte \| Medellín \| + 12 s \| \| \| 3.º \| Heiner Parra \| GW Shimano \| + 12 s \| \| \| 4.º \| Álvaro Duarte \| Néctar-Gobernación de Cundinamarca \| + 12 s \| \| \| 5.º \| Óscar Javier Rivera \| \| + 12 s \| \| \| 6.º \| Danny Osorio \| Orgullo Paisa \| + 12 s \| \| \| 7.º \| Salvador Moreno Hernández \| Supergiros-Alcaldía de Manizales \| + 12 s \| \| \| 8.º \| José Tito Hernández \| Orgullo Paisa \| + 12 s \| \| \| 9.º \| Freddy Montaña \| EPM \| + 12 s \| \| \| 10.º \| Juan Pablo Suárez \| GW Shimano \| + 29 s \| \| |                           |                                    |                 |
| |                           |                                    |                 |
| |                           |                                    |                 |
| Clasificación de la etapa |                           |                                    |                 |
| Ciclista | Ciclista                  | Equipo                             | Tiempo          |
| 1.º | Brandon Rivera            | GW Shimano                         | 4 h 08 min 23 s |
| 2.º | Fabio Duarte              | Medellín                           | + 12 s          |
| 3.º | Heiner Parra              | GW Shimano                         | + 12 s          |
| 4.º | Álvaro Duarte             | Néctar-Gobernación de Cundinamarca | + 12 s          |
| 5.º | Óscar Javier Rivera       |                                    | + 12 s          |
| 6.º | Danny Osorio              | Orgullo Paisa                      | + 12 s          |
| 7.º | Salvador Moreno Hernández | Supergiros-Alcaldía de Manizales   | + 12 s          |
| 8.º | José Tito Hernández       | Orgullo Paisa                      | + 12 s          |
| 9.º | Freddy Montaña            | EPM                                | + 12 s          |
| 10.º | Juan Pablo Suárez         | GW Shimano                         | + 29 s          |

| \| Clasificación general \| Clasificación general \| Clasificación general \| Clasificación general \| Clasificación general \| \| Ciclista \| Ciclista \| Equipo \| Tiempo \| \| \| --------------------- \| ------------------------- \| ---------------------------------- \| --------------------- \| --------------------- \| \| 1.º \| Fabio Duarte \| Medellín \| 45 h 33 min 04 s \| \| \| 2.º \| Salvador Moreno Hernández \| Supergiros-Alcaldía de Manizales \| + 2 min 13 s \| \| \| 3.º \| Alexis Camacho \| Coldeportes-Zenú \| + 2 min 41 s \| \| \| 4.º \| José Tito Hernández \| Orgullo Paisa \| + 2 min 45 s \| \| \| 5.º \| Óscar Sevilla \| Medellín \| + 3 min 09 s \| \| \| 6.º \| Álvaro Duarte \| Néctar-Gobernación de Cundinamarca \| + 3 min 22 s \| \| \| 7.º \| Wilmar Jahir Pérez \| Néctar-Gobernación de Cundinamarca \| + 3 min 23 s \| \| \| 8.º \| Heiner Parra \| GW Shimano \| + 7 min 28 s \| \| \| 9.º \| Danny Osorio \| Orgullo Paisa \| + 7 min 38 s \| \| \| 10.º \| Freddy Montaña \| EPM \| + 8 min 18 s \| \| |                           |                                    |                  |
| |                           |                                    |                  |
| |                           |                                    |                  |
| Clasificación general |                           |                                    |                  |
| Ciclista | Ciclista                  | Equipo                             | Tiempo           |
| 1.º | Fabio Duarte              | Medellín                           | 45 h 33 min 04 s |
| 2.º | Salvador Moreno Hernández | Supergiros-Alcaldía de Manizales   | + 2 min 13 s     |
| 3.º | Alexis Camacho            | Coldeportes-Zenú                   | + 2 min 41 s     |
| 4.º | José Tito Hernández       | Orgullo Paisa                      | + 2 min 45 s     |
| 5.º | Óscar Sevilla             | Medellín                           | + 3 min 09 s     |
| 6.º | Álvaro Duarte             | Néctar-Gobernación de Cundinamarca | + 3 min 22 s     |
| 7.º | Wilmar Jahir Pérez        | Néctar-Gobernación de Cundinamarca | + 3 min 23 s     |
| 8.º | Heiner Parra              | GW Shimano                         | + 7 min 28 s     |
| 9.º | Danny Osorio              | Orgullo Paisa                      | + 7 min 38 s     |
| 10.º | Freddy Montaña            | EPM                                | + 8 min 18 s     |

### 13.ª etapa
| puente de Boyacá - Tunja | contrarreloj individual | (22 km) |

| \| Clasificación de la etapa \| Clasificación de la etapa \| Clasificación de la etapa \| Clasificación de la etapa \| Clasificación de la etapa \| \| Ciclista \| Ciclista \| Equipo \| Tiempo \| \| \| ------------------------- \| ------------------------- \| ---------------------------------- \| ------------------------- \| ------------------------- \| \| 1.º \| Brayan Sánchez \| Orgullo Paisa \| 28 min 31 s \| \| \| 2.º \| Fabio Duarte \| Medellín \| + 10 s \| \| \| 3.º \| Óscar Sevilla \| Medellín \| + 12 s \| \| \| 4.º \| Diego Camargo \| Coldeportes-Zenú \| + 35 s \| \| \| 5.º \| José Tito Hernández \| Orgullo Paisa \| + 39 s \| \| \| 6.º \| Miguel Ángel Reyes \| EPM \| + 40 s \| \| \| 7.º \| Walter Vargas \| Medellín \| + 48 s \| \| \| 8.º \| Álvaro Duarte \| Néctar-Gobernación de Cundinamarca \| + 51 s \| \| \| 9.º \| Rafael Stiven Pineda \| Boyacá es Para Vivirla \| + 52 s \| \| \| 10.º \| Salvador Moreno Hernández \| Supergiros-Alcaldía de Manizales \| + 53 s \| \| |                           |                                    |             |
| |                           |                                    |             |
| |                           |                                    |             |
| Clasificación de la etapa |                           |                                    |             |
| Ciclista | Ciclista                  | Equipo                             | Tiempo      |
| 1.º | Brayan Sánchez            | Orgullo Paisa                      | 28 min 31 s |
| 2.º | Fabio Duarte              | Medellín                           | + 10 s      |
| 3.º | Óscar Sevilla             | Medellín                           | + 12 s      |
| 4.º | Diego Camargo             | Coldeportes-Zenú                   | + 35 s      |
| 5.º | José Tito Hernández       | Orgullo Paisa                      | + 39 s      |
| 6.º | Miguel Ángel Reyes        | EPM                                | + 40 s      |
| 7.º | Walter Vargas             | Medellín                           | + 48 s      |
| 8.º | Álvaro Duarte             | Néctar-Gobernación de Cundinamarca | + 51 s      |
| 9.º | Rafael Stiven Pineda      | Boyacá es Para Vivirla             | + 52 s      |
| 10.º | Salvador Moreno Hernández | Supergiros-Alcaldía de Manizales   | + 53 s      |

## Clasificaciones finales
Las clasificaciones finalizaron de la siguiente forma:

### Clasificación general
| \| Clasificación general \| Clasificación general \| Clasificación general \| Clasificación general \| Clasificación general \| \| Ciclista \| Ciclista \| Equipo \| Tiempo \| \| \| --------------------- \| ------------------------- \| ---------------------------------- \| --------------------- \| --------------------- \| \| 1.º \| Fabio Duarte \| Medellín \| 46 h 01 min 45 s \| \| \| 2.º \| Salvador Moreno Hernández \| Supergiros-Alcaldía de Manizales \| + 2 min 56 s \| \| \| 3.º \| Óscar Sevilla \| Medellín \| + 3 min 11 s \| \| \| 4.º \| José Tito Hernández \| Orgullo Paisa \| + 3 min 14 s \| \| \| 5.º \| Alexis Camacho \| Coldeportes-Zenú \| + 3 min 35 s \| \| \| 6.º \| Álvaro Duarte \| Néctar-Gobernación de Cundinamarca \| + 4 min 03 s \| \| \| 7.º \| Wilmar Jahir Pérez \| Néctar-Gobernación de Cundinamarca \| + 6 min 13 s \| \| \| 8.º \| Danny Osorio \| Orgullo Paisa \| + 8 min 32 s \| \| \| 9.º \| Freddy Montaña \| EPM \| + 9 min 11 s \| \| \| 10.º \| Heiner Parra \| GW Shimano \| + 9 min 35 s \| \| |                           |                                    |                  |
| |                           |                                    |                  |
| |                           |                                    |                  |
| Clasificación general |                           |                                    |                  |
| Ciclista | Ciclista                  | Equipo                             | Tiempo           |
| 1.º | Fabio Duarte              | Medellín                           | 46 h 01 min 45 s |
| 2.º | Salvador Moreno Hernández | Supergiros-Alcaldía de Manizales   | + 2 min 56 s     |
| 3.º | Óscar Sevilla             | Medellín                           | + 3 min 11 s     |
| 4.º | José Tito Hernández       | Orgullo Paisa                      | + 3 min 14 s     |
| 5.º | Alexis Camacho            | Coldeportes-Zenú                   | + 3 min 35 s     |
| 6.º | Álvaro Duarte             | Néctar-Gobernación de Cundinamarca | + 4 min 03 s     |
| 7.º | Wilmar Jahir Pérez        | Néctar-Gobernación de Cundinamarca | + 6 min 13 s     |
| 8.º | Danny Osorio              | Orgullo Paisa                      | + 8 min 32 s     |
| 9.º | Freddy Montaña            | EPM                                | + 9 min 11 s     |
| 10.º | Heiner Parra              | GW Shimano                         | + 9 min 35 s     |

### Clasificación por puntos
| Clasificación por puntos | Clasificación por puntos | Clasificación por puntos           | Clasificación por puntos | Clasificación por puntos |
| Ciclista                 | Ciclista                 | Equipo                             | Puntos                   |                          |
| ------------------------ | ------------------------ | ---------------------------------- | ------------------------ | ------------------------ |
| 1.º                      | Weimar Roldán            | Medellín                           | 64 pts                   |                          |
| 2.º                      | Fabio Duarte             | Medellín                           | 54 pts                   |                          |
| 3.º                      | William Muñoz            | Coldeportes Bicicletas Strongman   | 51 pts                   |                          |
| 4.º                      | Bryan Gómez              | Manzana Postobón                   | 46 pts                   |                          |
| 5.º                      | Álvaro Duarte            | Néctar-Gobernación de Cundinamarca | 45 pts                   |                          |
| 6.º                      | Óscar Sevilla            | Medellín                           | 43 pts                   |                          |
| 7.º                      | Julián David Molano      | Coldeportes-Zenú                   | 42 pts                   |                          |
| 8.º                      | José Tito Hernández      | Orgullo Paisa                      | 37 pts                   |                          |
| 9.º                      | Heiner Parra             | GW Shimano                         | 33 pts                   |                          |
| 10.º                     | Brayan Sánchez           | Orgullo Paisa                      | 32 pts                   |                          |

### Clasificación de la montaña
| Clasificación de la montaña | Clasificación de la montaña | Clasificación de la montaña        | Clasificación de la montaña | Clasificación de la montaña |
| Ciclista                    | Ciclista                    | Equipo                             | Puntos                      |                             |
| --------------------------- | --------------------------- | ---------------------------------- | --------------------------- | --------------------------- |
| 1.º                         | Álvaro Duarte               | Néctar-Gobernación de Cundinamarca | 42 pts                      |                             |
| 2.º                         | Danny Osorio                | Orgullo Paisa                      | 33 pts                      |                             |
| 3.º                         | Walter Pedraza              | GW Shimano                         | 31 pts                      |                             |
| 4.º                         | Heiner Parra                | GW Shimano                         | 21 pts                      |                             |
| 5.º                         | Fabio Duarte                | Medellín                           | 18 pts                      |                             |
| 6.º                         | Kevin Cano                  | Orgullo Paisa                      | 12 pts                      |                             |
| 7.º                         | Diego Armando Soracá        | Boyacá es Para Vivirla             | 10 pts                      |                             |
| 8.º                         | Ivan Darío Bothia           | Boyacá es Para Vivirla             | 10 pts                      |                             |
| 9.º                         | Óscar Sevilla               | Medellín                           | 10 pts                      |                             |
| 10.º                        | Aristóbulo Cala             | Coldeportes Bicicletas Strongman   | 10 pts                      |                             |

### Clasificación sprint especial (metas volantes)
| Clasificación de las metas volantes | Clasificación de las metas volantes | Clasificación de las metas volantes | Clasificación de las metas volantes | Clasificación de las metas volantes |
| Ciclista                            | Ciclista                            | Equipo                              | Puntos                              |                                     |
| ----------------------------------- | ----------------------------------- | ----------------------------------- | ----------------------------------- | ----------------------------------- |
| 1.º                                 | William Muñoz                       | Coldeportes Bicicletas Strongman    | 26 pts                              |                                     |
| 2.º                                 | Diego Armando Soracá                | Boyacá es Para Vivirla              | 21 pts                              |                                     |
| 3.º                                 | Sebastián Caro                      | Néctar-Gobernación de Cundinamarca  | 12 pts                              |                                     |
| 4.º                                 | Andrés Camilo Pedroza               | Coldeportes Bicicletas Strongman    | 12 pts                              |                                     |
| 5.º                                 | Weimar Roldán                       | Medellín                            | 10 pts                              |                                     |
| 6.º                                 | Miguel Ángel Mogollón               | EBSA Empresa de Energía Boyacá      | 9 pts                               |                                     |
| 7.º                                 | Jhon Anderson Rodríguez             | EPM                                 | 8 pts                               |                                     |
| 8.º                                 | Juan Diego Hoyos                    | Supergiros-Alcaldía de Manizales    | 8 pts                               |                                     |
| 9.º                                 | Carlos Andrés Parra                 |                                     | 6 pts                               |                                     |
| 10.º                                | Óscar Quiroz                        | Coldeportes Bicicletas Strongman    | 6 pts                               |                                     |

### Clasificación sub-23
| Clasificación sub-23 | Clasificación sub-23  | Clasificación sub-23           | Clasificación sub-23 | Clasificación sub-23 |
| Ciclista             | Ciclista              | Equipo                         | Tiempo               |                      |
| -------------------- | --------------------- | ------------------------------ | -------------------- | -------------------- |
| 1.º                  | Jhojan García         | Medellín                       | 46 h 15 min 01 s     |                      |
| 2.º                  | Rafael Stiven Pineda  | Boyacá es Para Vivirla         | + 29 s               |                      |
| 3.º                  | Esneyder Báez         | EBSA Empresa de Energía Boyacá | + 6 min 24 s         |                      |
| 4.º                  | Kevin Cano            | Orgullo Paisa                  | + 7 min 37 s         |                      |
| 5.º                  | Harold Tejada         | Medellín                       | + 30 min 21 s        |                      |
| 6.º                  | Santiago Ordóñez      | EPM                            | + 33 min 39 s        |                      |
| 7.º                  | Diego Camargo         | Coldeportes-Zenú               | + 35 min 00 s        |                      |
| 8.º                  | Miguel Ángel Mogollón | EBSA Empresa de Energía Boyacá | + 44 min 08 s        |                      |
| 9.º                  | Julián David Molano   | Coldeportes-Zenú               | + 1 h 06 min 42 s    |                      |
| 10.º                 | Juan Diego Guerrero   | Sundark Arawak                 | + 1 h 09 min 44 s    |                      |

### Clasificación por equipos
| Clasificación por equipos | Clasificación por equipos               | Clasificación por equipos | Clasificación por equipos |
| Equipo                    | Equipo                                  | Tiempo                    |                           |
| ------------------------- | --------------------------------------- | ------------------------- | ------------------------- |
| 1.º                       | Medellín                                | 137 h 48 min 27 s         |                           |
| 2.º                       | Orgullo Paisa                           | + 4 min 53 s              |                           |
| 3.º                       | Néctar-Gobernación de Cundinamarca      | + 11 min 48 s             |                           |
| 4.º                       | Boyacá es Para Vivirla                  | + 15 min 09 s             |                           |
| 5.º                       | Coldeportes Bicicletas Strongman        | + 19 min 41 s             |                           |
| 6.º                       | Supergiros-Alcaldía de Manizales        | + 22 min 12 s             |                           |
| 7.º                       | EPM-Scott                               | + 24 min 06 s             |                           |
| 8.º                       | Coldeportes Zenú                        | + 24 min 29 s             |                           |
| 9.º                       | GW Shimano Chaoyang Kixx Envía PX Lazer | + 43 min 35 s             |                           |
| 10.º                      | Sundark Arawak                          | + 1 h 04 min 21 s         |                           |

## Evolución de las clasificaciones
| Etapa                   | Vencedor                | Clasificación general | Clasificación por puntos | Clasificación de la montaña | Clasificación sprint especial | Clasificación sub-23 | Premio de la combatividad | Clasificación por equipos |
| ----------------------- | ----------------------- | --------------------- | ------------------------ | --------------------------- | ----------------------------- | -------------------- | ------------------------- | ------------------------- |
| Prólogo                 | Óscar Sevilla           | Óscar Sevilla         | Óscar Sevilla            | Bryan Gómez                 | Fabio Duarte                  | Rafael Pineda        | Miguel Ángel Reyes        | Medellín                  |
| 1.ª                     | William Muñoz           | Óscar Sevilla         | William Muñoz            | Bryan Gómez                 | Carlos Alzate                 | Rafael Pineda        | Miguel Mogollón           | Coldeportes Strongman     |
| 2.ª                     | Róbigzon Oyola          | Róbigzon Oyola        | William Muñoz            | Weimar Roldán               | Carlos Alzate                 | Rafael Pineda        | Diego Ochoa               | Coldeportes Strongman     |
| 3.ª                     | Cristhian Montoya       | Róbigzon Oyola        | William Muñoz            | Danny Osorio                | Carlos Alzate                 | Rafael Pineda        | Miguel Ángel Rubiano      | Coldeportes Strongman     |
| 4.ª                     | Weimar Roldán           | Róbigzon Oyola        | Weimar Roldán            | Danny Osorio                | Weimar Roldán                 | Rafael Pineda        | Miguel Mogollón           | Coldeportes Strongman     |
| 5.ª                     | Carlos Alzate           | Róbigzon Oyola        | Weimar Roldán            | Danny Osorio                | Carlos Alzate                 | Rafael Pineda        | Germán Sánchez            | Coldeportes Strongman     |
| 6.ª                     | Omar Mendoza            | José Tito Hernández   | Weimar Roldán            | Walter Pedraza              | William Muñoz                 | Kevin Cano           | Álvaro Duarte             | Coldeportes Strongman     |
| 7.ª                     | Weimar Roldán           | José Tito Hernández   | Weimar Roldán            | Walter Pedraza              | William Muñoz                 | Kevin Cano           | Jhon A. Rodríguez         | Orgullo Paisa             |
| 8.ª                     | Bryan Gómez             | José Tito Hernández   | Weimar Roldán            | Walter Pedraza              | William Muñoz                 | Kevin Cano           | Juan Pablo Suárez         | GW Shimano                |
| 9.ª                     | Heiner Parra            | Heiner Parra          | Weimar Roldán            | Danny Osorio                | William Muñoz                 | Rafael Pineda        | William David Molano      | Néctar-Gob. C/marca       |
| 10.ª                    | Óscar Sevilla           | Fabio Duarte          | Weimar Roldán            | Danny Osorio                | William Muñoz                 | Jhojan García        | Frank Osorio              | Medellín                  |
| 11.ª                    | Óscar Quiroz            | Fabio Duarte          | Weimar Roldán            | Álvaro Duarte               | William Muñoz                 | Jhojan García        | Cristián Tobar            | Medellín                  |
| 12.ª                    | Brandon Rivera          | Fabio Duarte          | Weimar Roldán            | Álvaro Duarte               | William Muñoz                 | Jhojan García        | Marco Tulio Suesca        | Medellín                  |
| 13.ª                    | Brayan Sánchez          | Fabio Duarte          | Weimar Roldán            | Álvaro Duarte               | William Muñoz                 | Jhojan García        | Alexis Camacho            | Medellín                  |
| Clasificaciones finales | Clasificaciones finales | Fabio Duarte          | Weimar Roldán            | Álvaro Duarte               | William Muñoz                 | Jhojan García        | no otorgado               | Medellín                  |